# ليتي أورتيز
ليتيسيا "ليتي" أورتيز توريتو هي شخصية خيالية لعبت دورها ميشيل رودريغيز، وهي متزوجة من دومينيك توريتو، أخت زوج جاكوب وميا توريتو، عمة جاك أوكونر وابنة أختها، زوجة ابن جاك توريتو وزوجة أب بريان ماركوس. وهي أيضًا متسابقة وميكانيكي شوارع ذات مهارات عالية في سلسلة السريع والغاضب.

## الحلقة الأولى من سريع الغضب
في السريع والغاضب، تعرب ليتي عن بعض القلق بشأن مخطط سرقة السيارات لدومينيك، لكنها تمضي في دعمه على الرغم من مخاوفها. في النهاية، خلال عملية سطو فاشلة على طريق سريع، دحرجت سيارتها وأصيبت، لكنها نجت. بسبب الكشف عن أنشطتهم الإجرامية، تضطر ليتي إلى الفرار من البلاد.

## لوس باندوليروس
في لوس باندوليروس، تتعقب ليتي دوم ويعيد الاثنان إحياء علاقتهما الرومانسية. في وقت ما بين لوس باندوليروس و السرعة و الغضب، تزوجت هي ودوم.
خلال أحداث السريع والغاضب، كانت ضمن طاقم دومينيك في سرقته لناقلات الوقود في جمهورية الدومينيكان، ولكن عندما يبدأ تطبيق القانون المحلي في الاقتراب، يتركها خلفه لحمايتها من الأذى، على الرغم من إخباره أنها ترغب في ذلك. أن أكون معه مهما حدث. بعد عدة أشهر، اتصلت ميا بدومينيك لتخبره أن ليتي قُتلت على ما يبدو على يد فينيكس. تم الكشف لاحقًا أنه بعد أن لم تتمكن من العثور على دومينيك، اتصلت ليتي بعميل مكتب التحقيقات الفيدرالي برايان أوكونر وأصبحت عميلًا مزدوجًا لعصابة جريمة براغا من أجل تبرئة اتهامات دومينيك (من المفترض أنها أيضًا) والسماح له بالعودة إلى المنزل.

## خامس السريع والغاضب
في مشهد الاعتمادات المتوسطة لفيلم السريع والغاضب، يتلقى لوك هوبز ملفًا يتعلق بسرقة، يتم إرفاق صورة ليتي فيه، كاشفة أنها لا تزال على قيد الحياة وجزءًا من طاقم مارق جديد.

## السادس السريع والغاضب
في السريع والغاضب، تم الكشف عن أنها تعاني من فقدان الذاكرة، وأنها جزء من منظمة مرتزقة ماهرة بقيادة أوين شو، العقل المدبر الإجرامي. يقوم دومينيك بعدة محاولات للتواصل معها، ولكن لأنها لا تتذكره. تحدث دوم وليتي في النهاية عن سباق وأخبرها عن تاريخهما معًا، لكنها اختارت البقاء مع شو. تم الكشف عن أن براين شعر بالذنب لأنه جعل ليتي مخبرًا لمكتب التحقيقات الفيدرالي لمساعدته على إنزال أرتورو براغا وأدى ذلك إلى افتراض وفاتها. وصفتها رايلي أيضًا بأنها امرأة شوارع قاسية، نظرًا لمواجهتها الأولى، مما يدل على أن شخصيتها لا تزال سليمة. أثناء السرقة، تحاول شو قتلها، على الرغم من أن دومينيك أنقذها، واكتسبت ثقتها الكاملة فيه. يتعلم برايان من براغا نفسه، أنه اكتشف حالة الكشف عن ليتي من شو، وأن فيليكس كان من المفترض أن يقتلها ولكن بدافع التعاطف منحها فرصة للعيش. قررت شو أن تفعل ذلك بنفسها لكنها وجدت أن لديها المهارات اللازمة لفريقه واستخدمت فقدانها للذاكرة لكسب ثقتها. حاول براين لاحقًا الاعتذار لها، لكن ليتي أخبرته أنه بينما لا تتذكر الكثير عن كونها مخبرة، فإنها تعلم أنها لن تسمح لأي شخص بإجبارها على فعل شيء لا تريد فعله. تساعد هوبز ودوم والآخرين في إيقاف أوين وطاقمه. على الرغم من عدم قدرتها على تذكر حياتها السابقة مع دوم، إلا أنها عادت إلى المنزل قائلة "إنها تشعر وكأنها في المنزل".

## السابع السريع والغاضب
في السريع الغاضب، تترك ليتي دومًا مؤقتًا لفرز فقدانها للذاكرة ومعرفة من هي بمفردها، لأنها لا تملك مشاعر تجاهه تمامًا. ومع ذلك، تنضم ليتي إلى الفريق في منع موس جاكاندي من تنشيط عين اله. أثناء سير المهمة، بدأت ذكريات ليتي في العودة بعد أن اصطدمت برأسها في معركة مع كارا، بما في ذلك أنها ودوم تزوجا في وقت ما قبل السريع والغاضب. شوهدت ليتي آخر مرة مع زوجها وأصدقائها على الشاطئ، وهي تعلق على مدى اختلاف الأمور الآن بعد أن تقاعد برايان أوكونر ليكون مع ميا توريتو وأطفالهم.

## الثامن السريع والغاضب
في السريع والغاضب، يستمتع ليتي و دوم بشهر العسل في هافانا. يتفاجأ الجميع عندما يخونهم دوم على ما يبدو في برلين. في حين أن الآخرين مقتنعون بخيانته، إلا أن ليتي كانت تعرف أن شيئًا ما كان خطأ واشتبهت في أن شخصًا ما كان يبتزّه. ثبت صحة شكوكها عندما هاجم سيفر و دوم قاعدة مستر نو بادي السرية وكشف أن إيلينا، صديقة دوم السابقة التي كان قد واعدها عندما كان يعتقد أن ليتي ماتت، وأن طفلها (ابن دوم) قد تم اختطافه. بعد إيقاف خطة سيفر وإنقاذ دوم، شوهدت آخر مرة وهي تقابل ابن دوم، المسمى بريان، وتحضر عشاء مع الطاقم، جنبًا إلى جنب مع هوبز و مستر نو بادي و ليتل نو بادي.

## فاست اكس في التاسع
في السريع والغاضب، تعيش ليتي مع دوم و بريان الصغير خارج الشبكة في مزرعة، مع العلم أن سايفر سيأتي من أجلهما. وصل الطاقم وأخبرهم أن مستر نوبادي قد أسر سايفر على متن طائرة، ولكن تدخل طرف ثالث وأخذها، وأن الحكومة تريدهم أن يذهبوا إلى موقع التحطم. يوافق ليتي، بينما كان دوم مترددًا في البداية في الذهاب معهم في المهمة لكنه قرر الانضمام. واجهوا شقيق دوم الأصغر جاكوب، وهو عميل مارق انضم إلى أرستقراطي يدعى أوتو للحصول على جهاز يسمى "مشروع برج الحمل" ولديه ضغينة شخصية ضد أخيه الأكبر لطرده. تعاونت لاحقًا مع ميا للذهاب إلى اليابان واكتشفت أن هان على قيد الحياة وفيما يتعلق بمشروع برج الحمل. بعد أن حصل جاكوب على مشروع برج الحمل، تنقذ ليتي دوم من الغرق بعد قتال أتباعها وتساعد الطاقم على منع أوتو وسايفر من تفعيل مشروع الحمل بمساعدة جاكوب الذي قرر مساعدتهم بعد تعرضهم للخيانة. ترى جاكوب يقود سيارته بعيدًا بعد أن سمح له دوم بالفرار وحضر حفل شواء مع الطاقم للاحتفال بانتصارهم.